# ينغي كند خانة برق (بناجوي الغربي)
ینغي کند خانة برق (بالفارسية: ینگی‌کند خانه‌برق) هي مستوطنة تقع في إيران في قسم بناجوي الغربي الريفي. يقدر عدد سكانها بـ 853 نسمة .